# Graphium pyrinum
Graphium pyrinum är en lavart som beskrevs av Goid. 1935. Graphium pyrinum ingår i släktet Graphium och familjen Microascaceae.   Inga underarter finns listade i Catalogue of Life.